# Rhodophytina
Sous-division
Classes de rang inférieur
- Bangiophyceae
- Compsopogonophyceae
- Florideophyceae
- Porphyridiophyceae
- Rhodellophyceae
- Stylonematophyceae

Les Rhodophytina sont une sous-division des Rhodophyta comprenant des algues rouges unicellulaires (Porphyridiophyceae, Rhodellophyceae et Stylonematophyceae) et pluricellulaires (Bangiophyceae, Compsopogonophyceae et Florideophyceae). Les classes d’algues pluricellulaires sont parfois placées dans le sous-embranchement des Eurhodophytina.

## Liste des classes
Selon AlgaeBase (5 août 2013) et World Register of Marine Species (5 août 2013) :
- classe des Porphyridiophyceae Kylin
- classe des Rhodellophyceae T.Cavalier-Smith
- classe des Stylonematophyceae H.S.Yoon, K.M.Müller, R.G.Sheath, F.D.Ott & D.Bhattacharya

Selon ITIS (5 août 2013) et Yoon et al. (2006) :
- classe des Bangiophyceae (placé sous le sous-embranchement des Eurhodophytina par AlgaeBase)
- classe des Compsopogonophyceae (placé sous le sous-embranchement des Eurhodophytina par AlgaeBase)
- classe des Florideophyceae (placé sous le sous-embranchement des Eurhodophytina par AlgaeBase)
- classe des Porphyridiophyceae
- classe des Rhodellophyceae
- classe des Stylonematophyceae